# Limnophora rossi
Limnophora rossi este o specie de muște din genul Limnophora, familia Muscidae, descrisă de Zielke în anul 1974.
Este endemică în Madagascar. Conform Catalogue of Life specia Limnophora rossi nu are subspecii cunoscute.